# Histoire de la France sous la Quatrième République
Pour des articles plus généraux, voir Histoire politique de la France et Quatrième République (France).
L'histoire de la France sous la Quatrième République est la période de l'histoire de France s'étendant entre 1946, année d'adoption de la Quatrième République et 1958, lors du passage à la Cinquième République.
Avant même l’instauration de la Quatrième République, le Gouvernement provisoire de la République française, issu de la Libération, prend des mesures sociales : il accorde le droit de vote aux femmes et crée la sécurité sociale en 1945, puis met en place les allocations familiales en 1946. Sur le plan économique,  il procède aussi à de massives nationalisations dans les secteurs de la banque, de l’assurance, de l’énergie, de l’industrie et du transport.
Les gouvernements successifs de la IVe République vont, quant à eux, cadrer et rationaliser la reconstruction économique sur le plan intérieur, et sur le plan extérieur, négocier un douloureux virage entre empire colonial et construction européenne.

## Du rationnement aux «Trente Glorieuses»

Des magasins provisoires en bois à Caen, au lendemain de la guerre.

L’immédiat après-guerre est une période difficile : les salaires sont bloqués, le niveau de vie des salariés se dégrade et les conditions du rationnement sont même durcies par rapport à la période de guerre (le rationnement perdurera jusqu'en 1949). Dans ces conditions le marché noir est plus que jamais florissant et les tensions sociales sont vives.
Le redressement sera malgré tout rapide grâce à une attitude volontariste de l’État et un environnement économique favorable.

### Un État interventionniste et dirigiste

#### Planification et organismes publics
Les difficultés sont telles, que sur l’initiative de Jean Monnet, est mis en place le premier plan de modernisation et d’équipement dont l’objectif est de retrouver pour 1948 le niveau de production de 1930. Les résultats seront en demi-teinte. Au début des années 1960, l’économie retrouve une certaine santé mais sans toutefois répondre pleinement aux objectifs du plan. 
L’État s’appuie sur de nouveaux organismes publics (comme le CNRS ou Centre national de la recherche scientifique) et sur la réforme de la haute administration (création de l’ENA) pour contrôler le développement. 

#### Politique monétaire
À partir de 1954, le gouvernement Antoine Pinay s’attache au redressement économique et financier d’une économie plombée par le coût de la guerre d’Indochine ; la balance commerciale est en déficit, la production d’armement pèse lourdement sur l’activité économique et la monnaie connaît des dévaluations à répétitions. Cette tentative d’assainissement passe par la stabilisation des prix et l’indexation du SMIG (salaire minimum interprofessionnel garanti) sur l’indice des prix. 

#### Œuvre sociale
En 1956, le gouvernement Guy Mollet accorde la troisième semaine de congés payés, met en place le versement d’une retraite (financée par la vignette automobile) et améliore les prestations maladies.

### Un contexte favorable
Malgré les difficultés, la croissance connaît vite un rythme soutenu. 

#### L'essor industriel

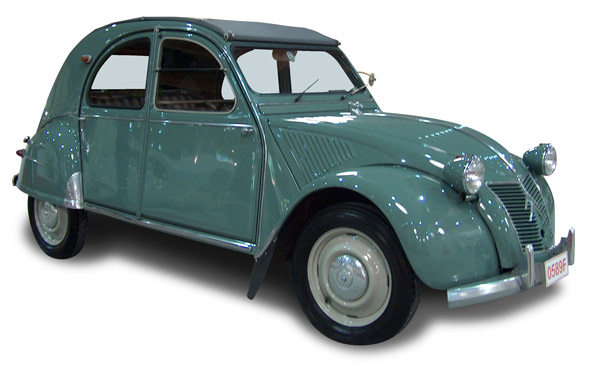
La 2CV de Citroën, symbole de la voiture populaire.

L’industrie s’oriente vers la production de masse et amorce les premières manifestations de la société de consommation. Citroën construit la 2CV. C’est le début des « Trente Glorieuses », période de forte croissance économique.
Le contexte extérieur est loin d’être étranger à ce développement rapide.
La relance économique passe par l’aide des États-Unis, qui accorde une remise d’une partie de la dette française, puis accorde le bénéfice du plan Marshall en juin 1947 (le montant de ces aides sera de 11 milliards de dollars entre 1945 et 1952), contre l'abolition de certaines barrières douanières et l'intégration de la France au sein d'organisation mondiales sous contrôle exclusif américain.
Le rapprochement européen (Communauté européenne du charbon et de l'acier ou CECA puis Traité de Rome) jouent également un rôle essentiel sur la croissance française. 

#### Les secteurs qui restent à la traîne
L’agriculture, secteur peu favorisé par le premier plan, ne retrouve que tardivement un niveau de production satisfaisant. Le secteur des industries de biens de consommation, par l’obsolescence de ses équipements et sa faible productivité, et le secteur du bâtiment, peinent à répondre à la demande.

## De la décolonisation à l’intégration européenne
Sur le plan international, la France ressort considérablement affaiblie du deuxième conflit mondial.
Au traumatisme de la défaite de 1940 s’était ajoutée l'humiliation d’être maintenue en dehors des grandes conférences alliées qui préparaient l’après-guerre. Le monde change, et la France est d’abord exclue de ces grandes manœuvres internationales.
C’est sous la IVe République que la France redéfinira, non sans peine, sa position dans le monde.
Elle s’ancrera clairement dans le monde occidental (intégration à l’OTAN en 1949, participation à l’OCDE [Organisation  de coopération  et de développement économiques] dont le siège est à Paris), tout en essayant de garder ses distances vis-à-vis des États-Unis par sa politique européenne. 
Parallèlement, la France entame une douloureuse séparation de son ancien empire.

### Le drame de la décolonisation
La défaite de 1940 face à l’Allemagne et une propagande anticolonialiste (comme celle des Japonais en Indochine) discrédite la France dans tout son empire.
Dès 1944, afin de désamorcer les courants indépendantistes, la conférence de Brazzaville initiée par de Gaulle, avait recommandé une véritable représentation des colonies dans les futures institutions de la France, ainsi que la création d’organes de représentation locaux. Toute idée d’accession à l'indépendance était cependant exclue.

La Constitution du 27 octobre 1946 prévoit la transformation de l’empire en une Union française dans la droite ligne de la conférence de Brazzaville (représentation des anciennes colonies à l’Assemblée Nationale et mise en place d'assemblées territoriales locales).
Mais une même aspiration à l’émancipation nourrit les peuples d’Afrique (protectorats français du Maroc et de Tunisie, Algérie et Afrique noire) et les peuples d’Indochine.

#### La meurtrière décolonisation de l’Indochine

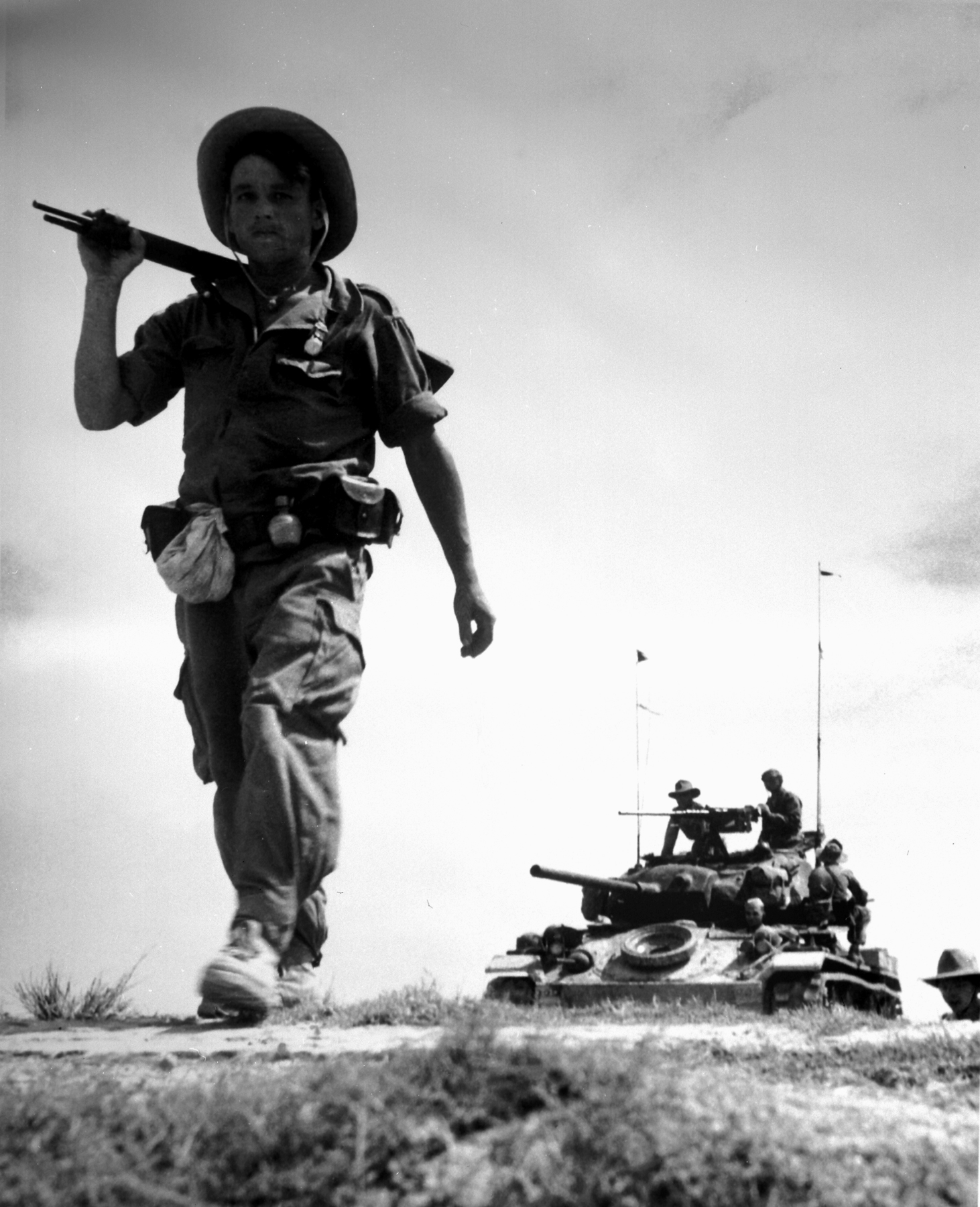
Un soldat de la Légion Étrangère en Indochine, 1954.

Hô Chi Minh accepte le principe de l’Union française, mais dans le cadre d’un Viet-Nam indépendant. Après l’échec de la conférence de Fontainebleau, la guerre éclate en novembre 1946.
La France entame alors une politique peu cohérente, surtout faite de répression et d'aventurisme militaire, en partie motivée par la peur de l’avancée du communisme.
Le Mouvement républicain populaire (MRP) alors au gouvernement affiche des positions de gauche sur le plan social mais son électorat est sensible aux thèses gaulliste.
Le MRP laissera donc l’armée s’enliser en Indochine face à un Viet-Minh désormais soutenu par l’URSS et la Chine, jusqu’au désastre de Ðiện Biên Phủ qui précipite le départ de la France (signature des accords de Genève en juillet 1954). 

#### Le drame algérien
En Algérie les premières émeutes avaient éclaté dès 1945.
L’Algérie est considérée comme partie intégrante du territoire français et abrite une importante communauté française et européenne. C’est rapidement l’engrenage de la violence et des exactions.
La « sale guerre » entraîne une crise morale en métropole et une perte de prestige de la France sur le plan international. Après l’épreuve indochinoise, la guerre d’Algérie portera un coup fatal à la IVe République en 1958.

### Choix ou nécessité: la construction européenne

#### L’échec de la CED
Après les accords de la Communauté européenne du charbon et de l’acier (CECA) visant, dans l’optique de la France, à inclure l’Allemagne dans un projet économique commun afin d’écarter tout nouveau danger militariste outre-Rhin, sont engagées les négociations de la Communauté européenne de défense.
La CED signifie l’intégration partielle des forces nationales dans une armée européenne, mais les communistes et les gaulliste sont radicalement opposés à cette idée.
Cet échec sonne pour longtemps le glas de l’idée d’une Europe politique intégrée. 

#### La naissance de la CEE
La politique européenne est cependant relancée en 1957 avec l’approbation du Traité de l’Euratom et du Traité de Rome (25 mars 1957). Avec la création de la Communauté économique européenne (CEE) s’ouvre en Europe de l’Ouest une longue période de succès économiques et de paix.

## Bilan
La IVe République couvre une période ambiguë, où la reconstruction est énergique, où le développement économique est réel, accompagnée d'une profonde mutation sociale.
Pourtant les habitudes politiques semblent héritées de la Troisième République (instabilité gouvernementale, omnipotence des partis et de l’Assemblée nationale).
Malgré quelques initiatives (comme la Loi-cadre Defferre de Juin 1956 qui prévoit l’accession progressive à l’autonomie des colonies d’Afrique noire), la guerre d’Algérie ternit la réputation de la France et conduira la IVe République à la chute.
C'est une période où la société française s’est enrichie et modernisée, mais où les institutions n’ont pas su dépasser leur impuissance.